# Vipeskär
Vipeskär ist eine kleine zu Schweden gehörende Insel im Kattegatt.
Sie liegt im Göteborger Schärengarten westlich von Göteborg in der Provinz Västra Götalands län und gehört zur Gemeinde Öckerö. Etwas weiter nördlich liegt die Insel Risö, hinter der sich die Insel Fotö mit der gleichnamigen Ortschaft befindet. Die Insel besteht aus einer Felsenklippe und ist weitgehend ohne Bewuchs. Sowohl in Nord-Süd-Richtung als auch in Ost-West-Richtung beträgt die maximalen Ausdehnungen der unbewohnten Insel etwa 100 Meter. Südöstlich von Vipeskär führen die Fährrouten Göteborg-Kiel und Göteborg-Frederikshavn vorbei.